# György Pálfi
György Pálfi (Budapest, 11 de abril de 1974) es un director húngaro. Su película Taxidermia fue presentada en la sección Un Certain Regard del Festival Internacional de Cine de Cannes de 2006.
Las películas de Pálfi han recibido numerosos premios y nominaciones. En los Premios del Cine Europeo de 2002, ganó el Premio Discovery/Fassbinder por su film debut Hukkle. En el Festival Europeo de Cine de Les Arcs  en 2014, Pálfi ganó el Premio Internacional ARTE por su mejor mroyecto en desarrollo, The Voice, sobre un hijo que busca a su padre, un científico que desapareció hace 20 años.
Dos de las películas de Pálfi han sido nominadas a los Premios Oscar a la mejor película de habla no inglesa: Hukkle y Taxidermia.

## Filmografía
- Hukkle (2002)
- Taxidermia (2006)
- Nem vagyok a barátod / I Am Not Your Friend (2009)
- Final Cut: Hölgyeim és uraim / Final Cut: Ladies and Gentlemen (2012)
- Free Fall (2014)
- His Master's Voice (2018)[5]

### Cortometrajes
- A hal (1997)
- Jött egy busz... (2003) segmento "Táltosember"
- Nem leszek a barátod (corto documental, 2009)
- Magyarország 2011 / Hungary 2011 (2011) segmento

### Series de televisión
- Valaki kopog (Serie TV, 2000) 1 episodio
- Született lúzer (Serie TV, 2008) 2 episodios